# Frederick Herzberg
Frederick Irving Herzberg (ur. 1923, zm. 2000) – amerykański psycholog zajmujący się teorią motywacji. 
Jego największe dokonania zaliczane są do teorii zarządzania. Dwuczynnikowa teoria Herzberga stanowi alternatywę wobec popularnej piramidy potrzeb A. Maslowa i rozróżnia tzw. czynniki higieniczne (których brak w miejscu pracy automatycznie powoduje niezadowolenie, natomiast ich występowanie najwyżej umożliwia brak niezadowolenia, jak np. dostępność toalety, wygodne krzesło, czy wynagrodzenie) oraz tzw. czynniki motywujące (których brak w miejscu pracy powoduje brak zadowolenia, natomiast ich występowanie, o ile występują także czynniki higieniczne, umożliwia zadowolenie – są to np. możliwości rozwoju, samorealizacji, docenienia).
Jego badania miały wpływ na systemy premiowania i wynagradzania w przedsiębiorstwach (wzrost popularności systemów kafeteryjnych.
Jego książka z 1968 One More Time, How Do You Motivate Employees? sprzedała się w nakładzie ponad 1,2 miliona egzemplarzy a jego artykuł był najczęściej pobieranym tekstem z Harvard Business Review.